# Золотая малина (премия, 2019)
39-я церемония объявления лауреатов премии «Золотая малина» за сомнительные заслуги в области кинематографа за 2018 год состоялась 23 февраля 2019 года (по традиции за день до вручения «Оскаров») в Лос-Анджелесе (Калифорния, США). Номинанты были объявлены 21 января 2019 года.

## Список лауреатов и номинантов
Число наград / общие число номинаций
- 4/6 «Холмс & Ватсон»
- 2/4 «Смерть нации»
- 1/4 «Фаренгейт 11/9»
- 1/3 «Пятьдесят оттенков свободы»
- 1/1 «Душа компании» / «Игрушки для взрослых» / «Сможете ли вы меня простить?»

 • Победители выделены отдельным цветом. 
| Категории                          | Лауреаты и номинанты                                                                                             |
| ---------------------------------- | --- |
| Худший фильм                       | • Холмс & Ватсон / Holmes & Watson                                                                               |
| Худший фильм                       | • Кодекс Готти / Gotti                                                                                           |
| Худший фильм                       | • Игрушки для взрослых / The Happytime Murders                                                                   |
| Худший фильм                       | • Робин Гуд: Начало / Robin Hood                                                                                 |
| Худший фильм                       | • Винчестер. Дом, который построили призраки / Winchester                                                        |
| Худший актёр                       | • Дональд Трамп (в роли самого себя) — «Смерть нации» (англ.) и «Фаренгейт 11/9» (англ.)                         |
| Худший актёр                       | • Джонни Депп (голос) — «Шерлок Гномс»                                                                           |
| Худший актёр                       | • Уилл Феррелл — «Холмс & Ватсон»                                                                                |
| Худший актёр                       | • Джон Траволта — «Кодекс Готти»                                                                                 |
| Худший актёр                       | • Брюс Уиллис — «Жажда смерти»                                                                                   |
| Худшая актриса                     | • Мелисса Маккарти — «Игрушки для взрослых» и «Душа компании»                                                    |
| Худшая актриса                     | • Дженнифер Гарнер — «Багровая мята»                                                                             |
| Худшая актриса                     | • Эмбер Хёрд — «Лондонские поля»                                                                                 |
| Худшая актриса                     | • Хелен Миррен — «Винчестер. Дом, который построили призраки»                                                    |
| Худшая актриса                     | • Аманда Сейфрид — «Клакёр» (англ.)                                                                              |
| Худший актёр второго плана         | • Джон Си Райли — «Холмс & Ватсон»                                                                               |
| Худший актёр второго плана         | • Джейми Фокс — «Робин Гуд: Начало»                                                                              |
| Худший актёр второго плана         | • Ludacris (голос) — «Псы под прикрытием»                                                                        |
| Худший актёр второго плана         | • Джоэл Макхейл — «Игрушки для взрослых»                                                                         |
| Худший актёр второго плана         | • Джастис Смит — «Мир Юрского периода 2»                                                                         |
| Худшая актриса второго плана       | • Келлиэнн Конуэй (в роли самой себя) — «Фаренгейт 11/9»                                                         |
| Худшая актриса второго плана       | • Марша Гей Харден — «Пятьдесят оттенков свободы»                                                                |
| Худшая актриса второго плана       | • Келли Престон — «Кодекс Готти»                                                                                 |
| Худшая актриса второго плана       | • Джаз Синклер (англ.) — «Слендермен»                                                                            |
| Худшая актриса второго плана       | • Меланья Трамп (в роли самой себя) — «Фаренгейт 11/9»                                                           |
| Худший режиссёр                    | • Итан Коэн — «Холмс & Ватсон»                                                                                   |
| Худший режиссёр                    | • Кевин Коннолли — «Кодекс Готти»                                                                                |
| Худший режиссёр                    | • Джеймс Фоули — «Пятьдесят оттенков свободы»                                                                    |
| Худший режиссёр                    | • Брайан Хенсон (англ.) — «Игрушки для взрослых»                                                                 |
| Худший режиссёр                    | • Майкл и Питер Спириги — «Винчестер. Дом, который построили призраки»                                           |
| Худший сценарий                    | • Ниал Леонард по роману Э. Л. Джеймс — «Пятьдесят оттенков свободы»                                             |
| Худший сценарий                    | • Динеш Д’Соуза и Брюс Скули — «Смерть нации»                                                                    |
| Худший сценарий                    | • Лео Росси и Лем Доббс — «Кодекс Готти»                                                                         |
| Худший сценарий                    | • Тодд Бергер, Ди Остин Робертсон — «Игрушки для взрослых»                                                       |
| Худший сценарий                    | • Том Вон и братья Спириги — «Винчестер. Дом, который построили призраки»                                        |
| Худший ремейк, подделка или сиквел | • Холмс & Ватсон / Holmes & Watson                                                                               |
| Худший ремейк, подделка или сиквел | • Смерть нации / Death of a Nation (ремейк док. фильма «Америка Хиллари: Тайная история Демократической партии») |
| Худший ремейк, подделка или сиквел | • Жажда смерти / Death Wish                                                                                      |
| Худший ремейк, подделка или сиквел | • Мег: Монстр глубины / The Meg (подделка под «Челюсти»)                                                         |
| Худший ремейк, подделка или сиквел | • Робин Гуд: Начало / Robin Hood                                                                                 |
| Худшая экранная комбинация         | • Дональд Трамп и его нескончаемая мелочность — «Смерть нации» (англ.) и «Фаренгейт 11/9»                        |
| Худшая экранная комбинация         | • любые два актёра или куклы (особенно в тех жутких сексуальных сценах) — «Игрушки для взрослых»                 |
| Худшая экранная комбинация         | • Джонни Депп и его быстро угасающая карьера — «Шерлок Гномс»                                                    |
| Худшая экранная комбинация         | • Уилл Феррелл и Джон Си Райли (уничтожившие двух самых любимых литературных персонажей) — «Холмс & Ватсон»      |
| Худшая экранная комбинация         | • Келли Престон и Джон Траволта (обзоры на уровне фильма «Поле битвы: Земля») — «Кодекс Готти»                   |
| Приз за восстановление репутации   | • Мелисса Маккарти — «Сможете ли вы меня простить?»                                                              |
| Приз за восстановление репутации   | • Тайлер Перри — «Власть»                                                                                        |
| Приз за восстановление репутации   | • Питер Фаррелли — «Зелёная книга»                                                                               |
| Приз за восстановление репутации   | • франшиза «Трансформеры» — «Бамблби»                                                                            |
| Приз за восстановление репутации   | • Sony Pictures Animation — «Человек-паук: Через вселенные»                                                      |